# Finnegan Oldfield
Finnegan Oldfield (Lewes, Verenigd Koninkrijk, 10 januari 1991) is een Brits-Frans acteur. 

## Biografie
Op zijn twaalfde verscheen hij al in een tv-film en vertolkte in de volgende jaren af en toe een gastrol in een tv-serie. Hij speelde ook in meerdere kortfilms mee. Zijn grote doorbraak was met de film Les Cowboys, waarvoor hij ook een nominatie voor een César kreeg. In 2021 speelde hij de hoofdrol in de Netflix-serie Spoorloos.

## Prijzen
| Jaar | Prijs | Categorie                   | Titel                        | Resultaat   |
| ---- | ----- | --------------------------- | ---------------------------- | ----------- |
| 2016 | César | Beste jong mannelijk talent | Les Cowboys                  | Genomineerd |
| 2018 | César | Beste jong mannelijk talent | Marvin ou la belle éducation | Genomineerd |